# Cẩm lai Đồng Nai
'Cẩm lai Đồng Nai (danh pháp: Dalbergia dongnaiensis) là một loài thực vật có hoa trong họ Đậu. Loài này được Pierre miêu tả khoa học đầu tiên.